# Walther von Breisach
Walther von Breisach (urk. 1256 in Breisach; † nach 1300 in Freiburg im Breisgau) war ein oberdeutscher Lied- und Sangspruchdichter in der zweiten Hälfte des 13. Jahrhunderts.

Das Meister Walther von Prisach zugeschriebene Textkorpus des Codex Manesse, fol. 295r, um 1300.

## Werk und Überlieferung
In der „Großen Heidelberger Liederhandschrift“ (Codex Manesse), fol. 295r-296v, finden sich als eines von drei nachgetragenen Textkorpora ohne Miniatur, Wappen, ausgeführte Initialen und Rubrizierungen 22 Strophen in drei sogenannten Tönen: ein Gotteslob, ein Tagelied und ein fragmentarischer Marienpreis. Eine kursive Vorschrift von alter Hand am Rand von Bl. 295v, Strophe 7, weist sie einem Meister walther von prisach als Autor zu; ebenso der von späterer Hand, wahrscheinlich von Melchior Goldast vorgenommene Kopfzeileneintrag Meister Walther von Prisach zu Beginn des Korpus (fol. 295r). Außerhalb des Codex Manesse sind weder weitere Texte noch weitere Überlieferungsträger des Waltherschen Korpus bekannt. Die Lieder Walthers werden stilgeschichtlich mit dem urkundlich nicht bezeugten, vermutlich schwäbischen Sangspruchdichter Der Marner in Zusammenhang gebracht, dessen Lieder und Sangsprüche zwischen 1220 und 1270 entstanden sind.
Walthers erstes, siebenstrophiges Lied beginnt mit einem Lobpreis auf den dreifaltigen Schöpfergott – du vater sun und ouch der geist / mit drin persônen got ân underscheide – und seine wohlgeordnete, im Großen kleine, im Kleinen große, immer aber ehrfurchtgebietende Schöpfung: dem böuc dîn bein, er treit dîn leben in sîner hant, er durch dich arm, du mit im iemer rîche. Sie bilden gleichsam die schöpfungstheologische Voraussetzung für den folgenden moralisch-didaktischen Umriss einer sozialen, personalen Ordnung der Liebe und Freundschaft, welche die Liebenden, Mann und Frau, aber auch den Freund zum Freund auf triuwe (der tugende muoter), mâze, rat und Wahrheit in der Entschiedenheit (nein unde jâ) verpflichtet. Wer dagegen solche moralische Ordnung missachte, laufe Gefahr, als fremder, dunkler Gast aus dem Bezirk des Menschlichen verjagt zu werden und im hellefiur, dem Höllenfeuer, zu enden.
Die folgenden 5 Strophen des Tageliedes (Initium: Ich singe und solte weinen) skizzieren den für diese Liedgattung typischen Verlauf: der Weckruf des Wächterfreundes veranlasst die letzte Umarmung und den Herzenstausch der Liebenden am „Morgen danach“; wahre Liebe ist einmal mehr ein Geschenk der Zeit und also gestundet; sie findet in der Klage über den notwendigen Abschied ihre schmerzliche Erfüllung:
Sîns lebens küneginne
der ritter an sich nâher twanc.
Dâ schuof diu werde minne
von beiden süezen umbevanc.
ein lieber nâher smuc,
ir mündel druc,
ein fluc ir herzen an ein ander dâ
tet kunt ir minne gir,
sî im, er ir:
an dir mîn leben lît, niht anderswâ.
Von den gelieben beiden
wart dâ mit willen unbegert
ein jâmerliches scheiden.
dem riter und der frouwen wert
ir wunneclich gemach
daz scheiden brach
und jach in wandelunge: liebe in leit.
ir herzen wehsel wart
dâ niht gespart.
Diu vart alsô geschach. der tac zu schreit.  (fol. 295 v)
Auch die das Korpus beschließenden 10 Strophen des dritten, in Form, Reim und Stilfiguren besonders kunstvollen Tons variieren das Thema des rechten Zusammenlebens; hier in der Betonung und vor dem Hintergrund menschlicher Erlösungsbedürftigkeit: Ich sich und nime war / daz ich sô var / daz gar mir leben unde sin verwirret / unstaete gumpelspil. (fol. 295v)
Am Vor-Bild der gottgefälligen Maria müsse sich der in seinen Begierden, Wirrnissen und in moralischer Unstetigkeit verstrickte Mensch befreien und neu ausrichten.

## Autor
Ältere Untersuchungen gingen bislang wie selbstverständlich davon aus, dass es sich bei Walther von Breisach um einen zwischen 1256 und 1300 als Zeuge bzw. Aussteller von insgesamt 14 überlieferten Urkunden nachweisbaren Meister (magister) Walther (Waltherus), Schulmeister (scholasticus) von Freiburg handele, dessen Namen zwischen 1256 und bis 1269 noch überwiegend mit dem Zusatz in (de) Brisaco (Brisacho)  versehen ist. Er wird 1264 erstmals und ab 1271 durchgängig mit dem Zusatz meister Walther, der schuolmeister  z e   V r i b u r g  bzw. i n   F r i b u r g  in den Urkunden namhaft, was einen Ortswechsel Walthers ins nahegelegene Freiburg nach 1271 wahrscheinlich macht. Den neuen Forschungsstand fasst Eckart Conrad Lutz vorsichtig zusammen: Auch wenn weder "die Einheit der Person noch die Identität mit dem Dichter [...] nachweisbar“ sind, so sprechen für sie doch „die Geschlossenheit der in den Urkunden greifbaren Führungsgruppen, die Äbte und Grafen, regionalen Adel, Klerus und Patriziat aus beiden Städten, Breisach und Freiburg, einschließen. Walther erscheint in den überlieferten Urkunden nach den Klerikern, aber vor den Bürgern in den Zeugenlisten. Als gelehrter Leiter (rector puerorum) stand er der erstmals 1250 erwähnten ältesten Lateinschule Freiburgs vor, dem späteren Berthold-Gymnasium (Urkundenregesten;) zwischen dem Grafen von Freiburg als Stadt- und Kirchenherrn und der Bürgerschaft. Die Lokalisierbarkeit der Schule verdankt sich im übrigen den Angaben in den erwähnten Urkunden: der Ausstellungsort etwa der Urkunde vom 13. August 1291 – Diz geschach in meister Walthers des schuolmeisters hûs. – ist mit großer Wahrscheinlichkeit die Lateinschule: Sie stand um 1300 in der vorderen wolfhiuwelin, der heutigen Herrenstraße: Als nämlich Äbtissin und Konvent des Freiburger Klosters St. Clara das Haus Walthers in der „Wolfs(h)eule“ posthum an das Zisterzienserinnenkloster Günterstal verkaufen, heißt es in der Verkaufsurkunde vom 30. Mai 1327, dort „war meister walthers seligen schuole úber“.

## Textausgaben
- Freiburger Urkundenbuch, bearbeitet von Friedrich Hefele, Band 1–3, Freiburg, Kommissionsverlag der Fr. Wagnerschen Universitätsbuchhandlung, 1938–1958
- Carl von Kraus (Hg.): Deutsche Liederdichter des 13. Jahrhunderts, Band I Text, Zweite Auflage, Tübingen, Max Niemeyer Verlag 1978, Seite 575–581; Band II Kommentar, Besorgt von Hugo Kuhn, Zweite Auflage, Tübingen, Max Niemeyer Verlag 1978, Seite 624–626
- Friedrich Pfaff (Hg.): Die große Heidelberger Liederhandschrift (Codex Manesse) In getreuem Textabdruck, Titelausgabe der zweiten, verbesserten und ergänzten Auflage bearbeitet v. Hellmut Salowsky mit einem Verzeichnis der Strophenanfänge und 7 Schrifttafeln, Heidelberg 1995, Spalte 966–972